# Ectactolpium garypoides
Ectactolpium garypoides es una especie de arácnido del orden Pseudoscorpionida de la familia Olpiidae.

## Distribución geográfica
Se encuentra Namibia.